# Adams Parmäne
Adams Parmäne (auch Norfolk Pippin, Norfolk Russet, Matchless, Hanging Pearmain oder Adams Pearmain) ist eine Apfelsorte.
Sie ist ein Tafelapfel mit einem aromatisch süß-säuerlichen Geschmack. Sie wurde 1826 in England von Robert Adam, unter dem Namen Norfolk Pippin eingeführt. Wegen ihres schwachen Wachstums sollte die Sorte auf einer starkwüchsigen Sämlingsunterlage gezogen werden.
Die Früchte reifen Anfang Oktober, sind ab Dezember genussreif und halten sich bis März.

## Verbreitung
Die Sorte 'Adams Parmäne' ist aktuell auf der Roten Liste der gefährdeten einheimischen Nutzpflanzen in Deutschland aufgeführt. Diese Rote Liste umfasst alle Artengruppen von einheimischen Nutzpflanzen und deren Sorten, Landsorten und Varietäten, die in Deutschland an lokale Bedingungen angepasst und von Bedeutung waren.